# Рис, Ангарад
Ангара́д Мэ́ри Рис, леди Макэлпайн (англ. Angharad Mary Rees, Lady McAlpine; 16 июля 1949, Кардифф — 21 июля 2012, Лондон) — валлийская актриса, дизайнер драгоценностей и бизнесвумен.

## Биография
Ангарад Мэри Рис родилась 16 июля 1949 года в Кардиффе (Уэльс, Великобритания).
В 2004 году Рис была награждена орденом Британской империи.

## Карьера
Ангарад снималась в кино 30 лет, в период своей кинокарьеры, длившейся в 1968—1998 года, она снялась в 47-ми фильмах и телесериалах. Её дебютом в кино была роль горничной в эпизоде «Человек и сверхчеловек» телесериала «Игра месяца BBC» (1968), её последней работой в кино стала роль Мэри из фильма «Волки Кромера» (1998).
После окончания своей кинокарьеры Ангарад активно занималась бизнесом. Она изготавливала драгоценности и держала паб имени себя в Понтиприте (Уэльс, Великобритания).

## Личная жизнь
Ангарад дважды была замужем и у неё было двое детей.
- Первый супруг — Кристофер Кейзнов (1945—2010), актёр. Были женаты в 1973—1994 годах. В этом браке она родила двоих сыновей — Линфорда Джеймса Кейзнов (род.20.07.1974—ум.10.09.1999 в автокатастрофе в 25-летнем возрасте)[2] и Рис Уильям Кейзнов (род. в декабре 1976)[3].
- Второй супруг (впоследствии вдовец) — сэр Дэвид Макэлпайн, член строительной империи Макэлпайн. Были женаты с 2005 года и до её смерти в 2012 году[4].

## Смерть
Ангарад скончалась 21 июля 2012 года в Лондоне после продолжительной борьбы с раком поджелудочной железы через 5 дней после своего 63-летия.